# Cerkiew Narodzenia Najświętszej Maryi Panny w Dziurdziowie
Cerkiew pod wezwaniem Narodzenia Przenajświętszej Bogurodzicy – murowana filialna cerkiew prawosławna (dawniej greckokatolicka) znajdująca się w Dziurdziowie. Należy do parafii Spotkania Pańskiego w Morochowie, w dekanacie Sanok diecezji przemysko-gorlickiej Polskiego Autokefalicznego Kościoła Prawosławnego.
Zbudowana w 1899, należała do parafii greckokatolickiej w Hoczwi. Po wysiedleniu 33 rodzin ukraińskich (15 maja 1945) cerkiew została zamknięta. Później w budynku ulokowano magazyn.
W 1956 świątynię przekazano do użytkowania Kościołowi prawosławnemu, a zgodnie z ustawą z dnia 17 grudnia 2009 o uregulowaniu stanu prawnego niektórych nieruchomości pozostających we władaniu Polskiego Autokefalicznego Kościoła Prawosławnego cerkiew stała się wyłączną własnością tego Kościoła. Cerkiew (wraz z dzwonnicą) wpisano do rejestru zabytków 1 grudnia 1998 r. pod nr A-373/98.

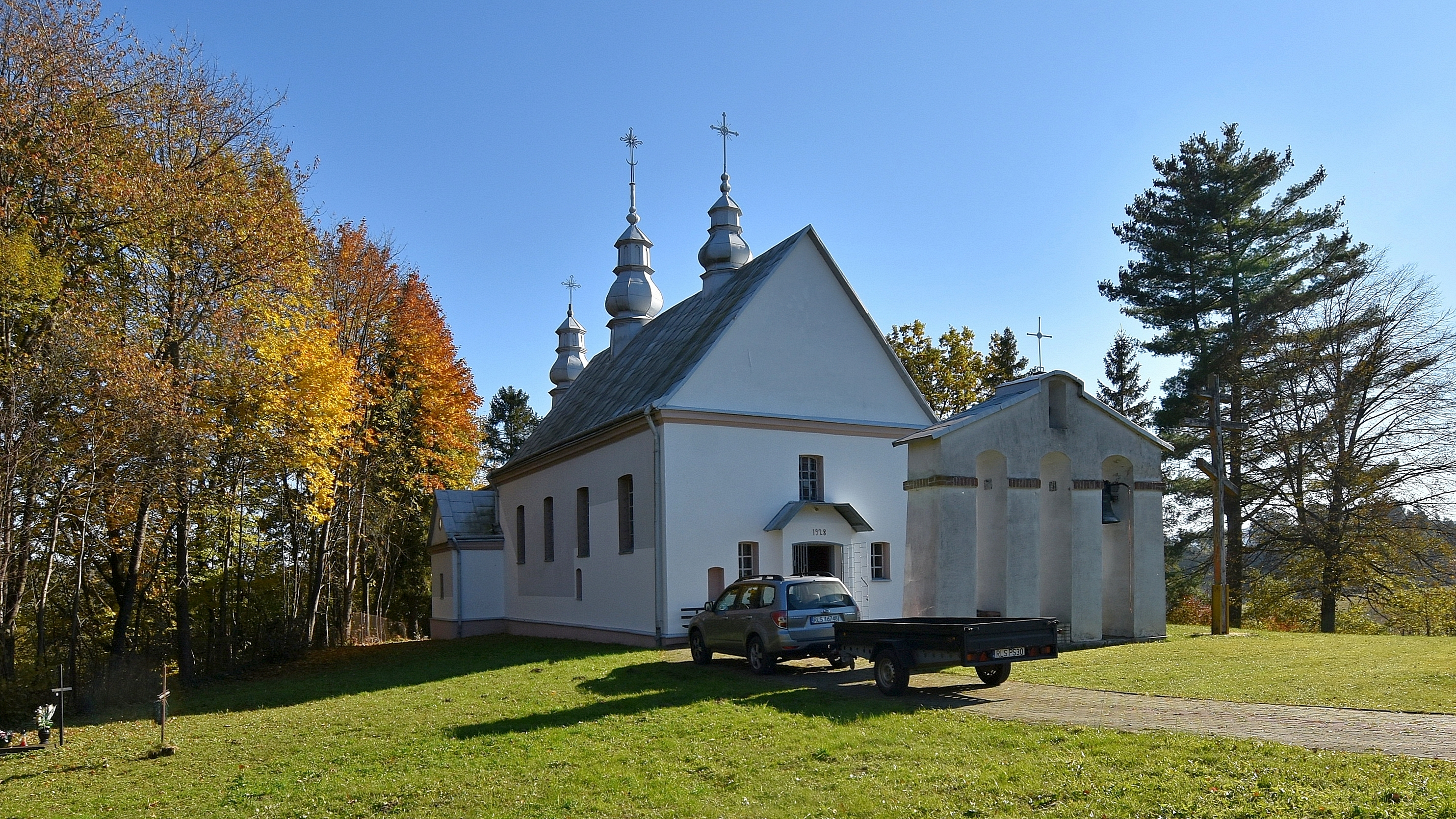
Elewacja frontowa
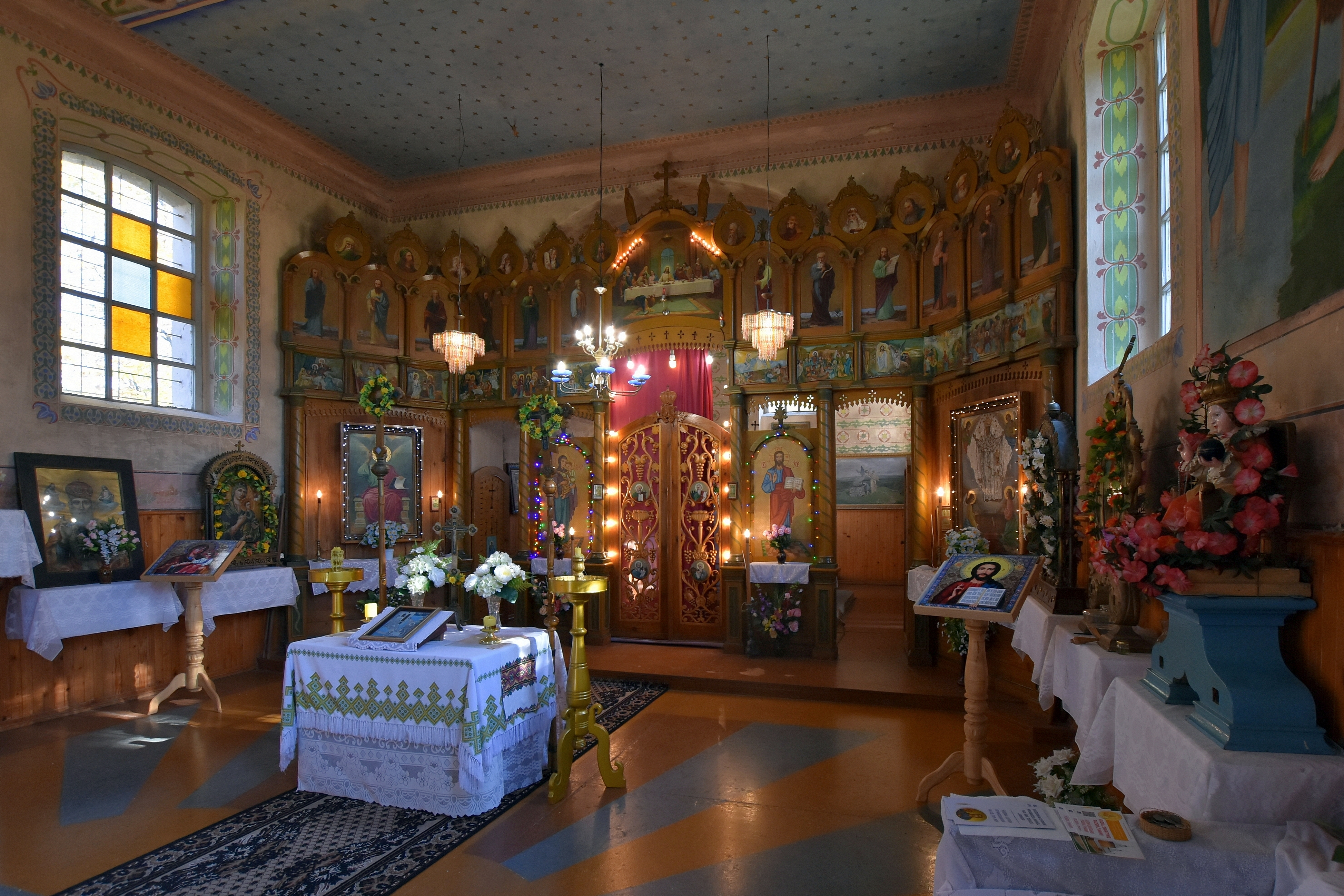
Wnętrze
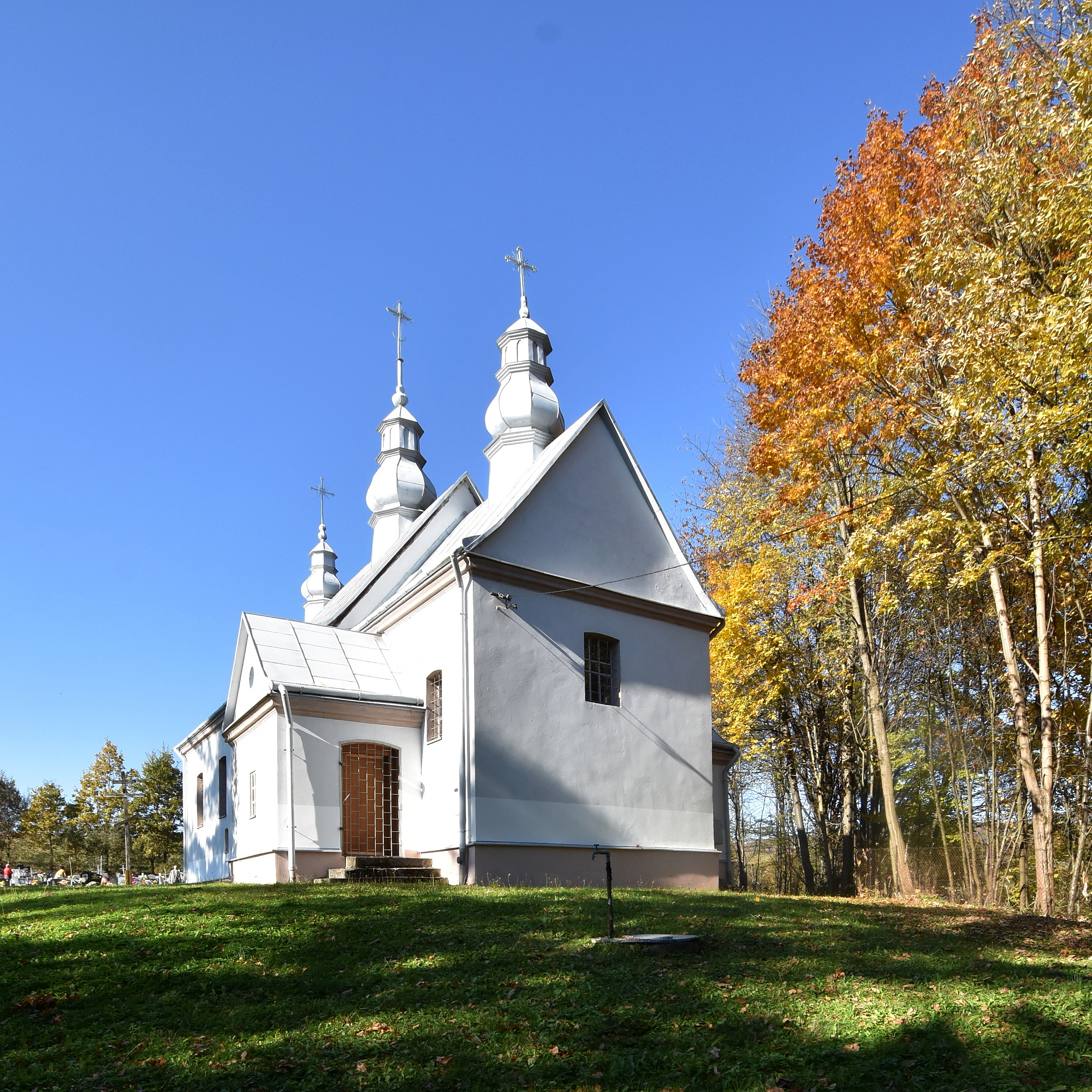
Widok od strony prezbiterium

Wokół cerkwi znajduje się cmentarz.